# Semiothisa acepsimaria
Semiothisa acepsimaria là một loài bướm đêm trong họ Geometridae.